# ميكرفيلد (دائرة انتخابية في المملكة المتحدة)
ميكرفيلد (بالإنجليزية: Makerfield)‏ هي إحدى الدوائر الانتخابية في المملكة المتحدة الممثلة في مجلس العموم في برلمان المملكة المتحدة.
عضو البرلمان الذي يمثلها حالياً هو :Rt Hon Ian McCartney عن حزب العمال.